# Chirk Amateur Athletic Association Football Club
Chirk Amateur Athletic Association Football Club (Chirk AAA FC) er en walisisk fodboldklub fra Chirk i det nordøstlige Wales. Klubben var sammen med naboklubberne Wrexham, Oswestry og Druids med til at stifte Football Association of Wales i 1876. I begyndelsen bestod Chirk AAA's hold primært af ansatte på Chirk Castle og Black Park Colliery, heraf kælenavnet The Colliers.
Klubben havde sin storhedstid i 1880'erne og 1890'erne, hvor den vandt Welsh Cup fem gange og den engelsk-walisiske liga The Combination én gang. I første halvdel af 1900-tallet spillede Chirk AAA i ligaerne The Combination, Liverpool Combination, Welsh National League og Welsh League. Efter anden verdenskrig etablerede den sig som et af topholdene i Welsh National League, som den vandt flere gange i 1940'erne og 50'erne, og som et af Wales' bedste amatørhold med tre sejre og to finalenederlag i Welsh Amateur Cup.
Siden oprettelse af Wales' nationale ligasystem i 1992 har Chirk AAA spillet i Premier Division i Welsh National League, bortset fra en enkelt sæson i Cymru Alliance i 1997-98.
Klubbens kendteste spiller er nok Billy Meredith, der startede med at spille fodbold i Chirk AAA i begyndelsen af 1890'erne, inden han senere opnåede 48 landskampe for Wales og over 750 kampe for Manchester City og Manchester United.

## Bedste resultater[4]

### Pokalturneringer
- Welsh Cup
  - Vinder (5): 1886–87, 1887–88, 1889–90, 1891–92, 1893–94[5]
  - Finalist (1): 1892–93[5]

- Welsh Amateur Cup
  - Vinder (3): 1958–59, 1959–60, 1962–63
  - Finalist (2): 1951–52, 1954–55

- North Wales Alliance Cup
  - Vinder (2): 1919–20, 1920–21

- Welsh National League Premier Division Cup
  - Vinder (4): 1988–89, 1990–91, 1998–99, 2003–04

- Welsh National League Division 1 League Cup
  - Vinder (1): 1953–54

- Welsh National League Division 2 League Cup
  - Vinder (4): 1975–76, 1976–77, 1978–79, 1984–85

- Horace Wynne Cup
  - Vinder (1): 1978–79

- Carlsberg Pub and Club Cup Cymru
  - Vinder (1): 1996–97

### Ligaturneringer
- The Combination
  - Vinder (1): 1899–1900[6]

- Welsh National League
  - Vinder af First Division (7): 1947–48, 1949–50, 1951–52, 1958–59, 1959–60, 1960–61, 1983–84
  - Vinder af Second Division (2): 1978–79, 1984–85

## Liga- og pokalhistorie

### Ligahistorie
| Periode   | Liga                                 | Division                      |
| --------- | ------------------------------------ | ----------------------------- |
| 1891-93   | The Combination                      | -                             |
| 1895-97   | Welsh Senior League                  | -                             |
| 1897-1910 | The Combination                      | -                             |
| 1910-11   | Liverpool County Combination         | Division 1                    |
| 1911-12   | Wrexham & District League            | -                             |
| 1912-21   | North Wales Alliance                 | -                             |
| 1921-27   | Welsh National League (North)        | -                             |
| 1927-31   | Ingen liga                           | -                             |
| 1931-?    | North Shropshire League              | -                             |
| 1931-?    | Cefn & District League               | -                             |
| 1936-39   | Wrexham & District Amateur League    | -                             |
| 1945-74   | Welsh National League (Wrexham Area) | Senior Division / Division 1  |
| 1974-79   | Welsh National League (Wrexham Area) | Division 2                    |
| 1979-97   | Welsh National League (Wrexham Area) | Division 1 / Premier Division |
| 1997-98   | Cymru Alliance                       | -                             |
| 1998-2012 | Welsh National League (Wrexham Area) | Premier Division              |